# Tomasz Skowroński
Tomasz Skowroński (zm. 15 sierpnia 2012) – polski psycholog języka i sinolog.
Studiował psycholingwistykę oraz sinologię na Uniwersytecie Warszawskim. W latach 1987–1988 odbył staż na Beijing Foreign Studies University, następnie w 1989/1990 i 1992 roku przebywał na stypendiach badawczych na Beijing Normal University. Od 1988 do 1997 roku zatrudniony był na stanowisku asystenta w Polskiej Akademii Nauk. W latach 1993–1998 jako doradca do spraw chińskich współpracował z zarządem Kredyt Banku i Narodowymi Funduszami Inwestycyjnymi. Redaktor naukowy polskiego wydania Krótkiej historii filozofii chińskiej Feng Youlana.
W okresie od 1999 do 2004 roku pełnił urząd konsula Rzeczypospolitej Polskiej i kierownika Wydziału Konsularnego Ambasady RP w Pekinie, do 2001 roku z jednoczesną akredytacją jako konsul w Mongolii. Po powrocie do kraju pracował jako wykładowca Szkoły Wyższej Psychologii Społecznej w Warszawie i Szkoły Wyższej Prawa i Administracji w Gdyni, a także kierował międzyuczelnianym projektem Boym Universities Consortium, zajmującym się promocją polskiego szkolnictwa wyższego w Chinach. Współzałożyciel Sekcji Psychologii Międzykulturowej Polskiego Towarzystwa Psychologicznego.
W latach 80. XX w. współpracownik Marka Kotańskiego, kierował jednym z pierwszych ośrodków Monar. Członek stowarzyszenia Edukacja dla Pokoju, w ramach którego opracował i realizował program budowy szkoły zawodowej dla dzieci tybetańskich nomadów w prowincji Syczuan. Od 1978 roku należał do Klubu Wysokogórskiego, posiadał stopień taternika samodzielnego. Był członkiem National Geographic Society.

## Wybrane publikacje
- Cross-cultural test of an asymmetry of language knowledge dimensions: A Polish-Chinese study, [w:] Polish Psychological Bulletin, nr 23 (1992).
- Symbol w psychologii, [w:] Psychologia a semiotyka. Pojęcia i zagadnienia, red. I. Kurcz, Warszawa 1993.
- Znaczenie – interpretacje psychologiczne, [w:] Psychologia a semiotyka. Pojęcia i zagadnienia, red. I. Kurcz, Warszawa 1993.
- Propaganda, użycie języka jako instrumentu władzy, wpływu i manipulacji społecznej, [w:] Język jako przedmiot badań psychologicznych. Psycholingwistyka ogólna i neurolingwistyka, red. I. Kurcz i H. Okuniewska, Warszawa 2011.